# Charles d'Hericault

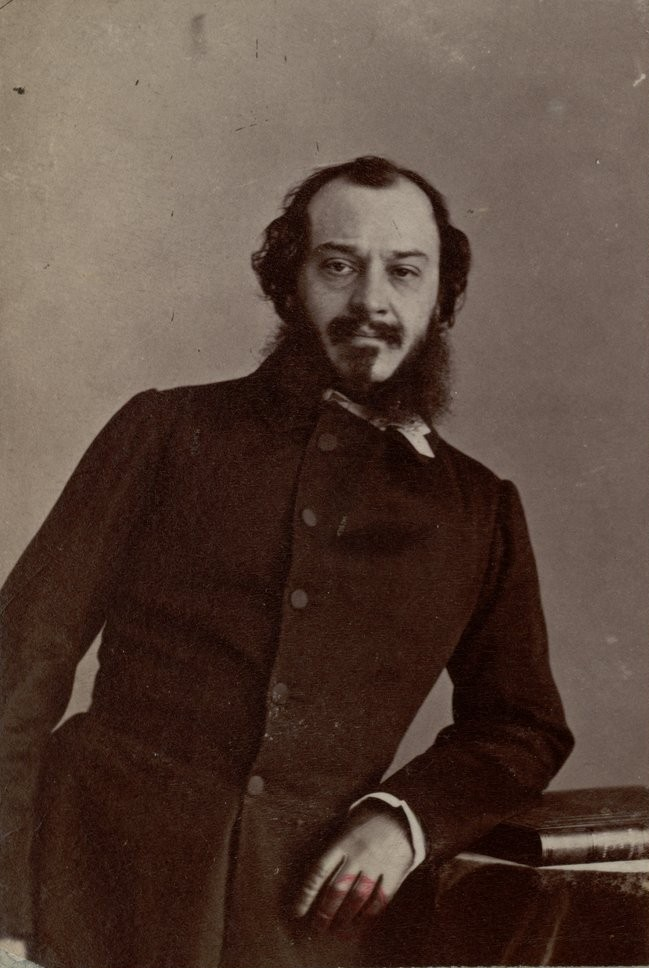
Retrato de Charles d'Hericault

Charles Joseph de Ricault, conocido como Charles d'Hericault (Boulogne-sur-Mer, 1823-1899), fue un ensayista y novelista francés.

## Biografía
Nació en 1823. De pensamiento reaccionario, colaboró en la Revue des Deux Mondes y en Le Correspondant. En 1883 fundó la Revue de la Révolution junto a Gustave Bord, que dirigió hasta 1890. Entre sus estudios históricos se cuentan Origine de l'Épopée française et son histoire au moyen âge (1800); La France guerrière (1867); Histoire nationale des naufrages et aventures de mer (1870); Thermidor, Paris en 1794 (1872); y La Révolution 1789-1882 (1882).
Los legitimistas franceses se organizaron bajo su liderazgo y en torno a la Revue de la Révolution, organizando asambleas regionales en 1888-1889 en las que se redactaron unos nuevos cuadernos de quejas que denunciaban los males de un siglo de Revolución.
Sus novelas principales, que también tienen carácter histórico, son las siguientes: La fille aux bleuets (1860); Un gentilhomme catholique (1863); Les cousins de Normandie (1874); Le premier et le dernier amour de lord Saint-Albans (1879), y Aventures de deux parisiennes pendant la Terreur (1881). Además, editó las obras de Gringoire, Clément Marot y Carlos I de Orleans.
En 1910 el diario El Correo Español publicó en su folletón la traducción de su novela Aventures de deux Parisiennes pendant la Terreur (1881) —acerca del periodo de El Terror en la Revolución Francesa— bajo el título Lisa: Escenas del Terror.